# PogChamp

Um GIF de animação Little Pogchamp

PogChamp é um emote usado na plataforma de streaming Twitch, destinado a expressar emoção, alegria ou choque. A imagem mostrava o streamer Ryan "Gootecks" Gutierrez com uma expressão de surpresa ou choque.  O emoticon original se origina de um vídeo carregado no YouTube em 26 de novembro de 2010, que exibe imagens dos bastidores postadas no canal do YouTube de Gutierrez "Cross Counter TV".  O emote original foi adicionado ao conjunto de emotes usados globalmente do Twitch em 2012 e removido pelo Twitch no início de janeiro de 2021 após comentários de Gutierrez em sua página do Twitter apoiando a agitação civil durante a invasão do Capitólio dos Estados Unidos em 2021 . O Twitch respondeu a chamadas para trazer o emote de volta adicionando um rosto único a cada 24 horas, cada um usando a mesma expressão ou semelhante, e, eventualmente, permitiu que os usuários do Twitch votassem em um desses rostos para se tornar o substituto permanente durante o que eles chamavam O PogChampening ".
Ryan Gutierrez estava inicialmente relutante em Twitch usar seu rosto no emote PogChamp original, mas logo fez um acordo para adicionar seu rosto por entre US $ 50.000 e US $ 100.000 e negociações adicionais não reveladas.
O emote, como outros no Twitch, é exibido em um tamanho muito pequeno de 56 por 56 pixels. PC Gamer descreveu o emote PogChamp como "um dos emoticons mais usados na história do Twitch [...] usado para reagir a momentos decisivos", enquanto Kotaku afirmou "[indicou] surpresa e exagero". A CNN descreve o uso de PogChamp como uma expressão de empolgação do jogador, expandindo o uso do emote PogChamp para a palavra PogChamp e suas variantes "Pog" e "Poggers" para descrever momentos "particularmente impressionantes". Em geral, a CNN reportou que os emoticons são popularmente usados "ad nauseum [sic]" durante os momentos em que a atividade do jogador é transmitida ao vivo.  Dada a longa história de uso do emote PogChamp e suas variantes, Twitch reconhece o impacto do papel do PogChamp na formação da cultura de seus serviços de streaming.

## Estatísticas de utilização
PogChamp foi o terceiro emote mais usado na plataforma. Foi usado um total de 813.916.297 vezes entre 9 de janeiro de 2016 até ser removido do Twitch em 6 de janeiro de 2021.

## Remoção
Alguns usuários Twitch em 2020, requereu Twitch para remover Ryan Gutierrez como o rosto do emote PogChamp, na sequência de inúmeras reivindicações de Gutierrez promover conspirações de extrema-direita, como anti-vacinação conspirações, e espalhando desinformação e negação de COVID-19.
Em 6 de janeiro de 2021, Twitch anunciou que removeria o emote PogChamp original após comentários de Gutierrez em sua página do Twitter apoiando a agitação civil pela morte de um rebelde durante a invasão do Capitólio dos Estados Unidos em 2021 . Gutierrez respondeu criticamente à remoção do PogChamp original várias semanas após a data de remoção, afirmando retoricamente que as empresas de mídia social vasculharam suas postagens para permitir que julgassem qualquer intenção negativa sobre si mesmo como pessoa. “Procuram pessoas que tentam incitar à violência, mas não foi isso que encontraram por mim. [. . . ] Então, por que Twitch parece ter superpoderes de tomada de decisão? Porque em menos de três horas a partir de quando enviei o vídeo, eles tomaram a decisão de remover PogChamp como um emote global. "
FrankerFaceZ, uma extensão de navegador da web popular para Twitch com emotes personalizados, tomou a decisão de banir todas as instâncias de upload de usuário e variações do Gutierrez. Outra extensão semelhante, chamada BTTV (Better Twitch TV), anunciou que sua plataforma continuaria hospedando emotes relacionados ao PogChamp, permitindo que as emissoras usassem seus próprios critérios para decidir se gostariam do emote em seus bate-papos.
The Verge descreve a remoção de PogChamp como parte do movimento do Twitch no sentido de se tornar mais popular, desligando-se do comportamento odioso na comunidade de jogos. As aparições de políticos como Alexandria Ocasio-Cortez e Ilhan Omar na plataforma mostram a popularidade crescente do Twitch, com centenas de milhares de telespectadores sintonizados nas correntes desses políticos.

### Reação dos streamers a remoção do PogChamp
O streamer TommyInnit ficou um pouco chateado com a remoção desse emote, pois era um dos streamers que mais usava esse emote em suas lives,já muita gente também ficou irritada e triste, pois gostavam desse emote.

### Mudando a face do emote PogChamp
Twitch mais tarde anunciou que faria upload de uma nova versão do rosto do PogChamp com o mesmo título a cada 24 horas, com cada um substituindo o anterior. Em vez de usar o rosto de Ryan Gutierrez, um streamer diferente foi usado como o rosto do emote PogChamp a cada 24 horas, a partir de 8 de janeiro de 2021. Twitch afirmou que mudar o emote PogChamp a cada 24 horas impediria a associação exclusiva com um único indivíduo; de acordo com Kotaku, isso ajudaria a garantir que "o Olho de Sauron de Assediar Dickheads tenha pelo menos que olhar muito ao redor em vez de concentrar sua fúria em um só lugar". Embora os membros da comunidade Twitch elogiassem a inclusão diversificada de vários streamers, especificamente aqueles de minorias, alguma preocupação foi levantada por membros de comunidades minoritárias sobre o Twitch fazer muito pouco para proteger os streamers de assédio.
Os dois primeiros streamers apresentados como emoticons de PogChamp foram UnRooolie e UmiNoKaiju, que foram Embaixadores do Twitch em 2019 e 2018, respectivamente. Outros rostos incluíram Gaules, DEERE, LittleSiha, Kahlief, Myth e Granny, e o último streamer apresentado foi SteveInSpawn. A primeira instância do emote PogChamp sem usar uma pessoa viva reutilizou um emote Twitch existente, "KomodoHype", uma representação de um dragão de komodo com uma expressão facial semelhante ao emote PogChamp. Isso resultou em menos reações negativas. O KomodoHype, que antes era menos popular do que o PogChamp, teve um aumento significativo no uso desde a remoção do emote original.
Em 11 de fevereiro de 2021, Twitch anunciou uma enquete que ocorreria no dia seguinte intitulada "The PogChampening", na qual os usuários do Twitch poderiam votar em um novo emote permanente do PogChamp. Havia duas opções de enquete: o rosto do criador de conteúdo americano do Twitch, UmiNoKaiju, e o emote KomodoHype existente. KomodoHype venceu com 81% dos votos, e PogChamp foi substituído permanentemente por ele. O emote KomodoHype original foi mantido, o que deixa dois emotes diferentes com nomes diferentes e imagens duplicadas.

### Reação ao novo sistema
A recepção do novo sistema de mudança do emote PogChamp foi misturada entre os streamers.

#### De serpentinas substituindo Gutierrez
A adição temporária do Pokémon streamer Reversal como a face de PogChamp foi descrita como uma "experiência positiva" no geral.
Omega "Critical Bard" Jones descreveu sua experiência de ser o rosto de PogChamp por um dia como inicialmente positiva, embora mais tarde ele tenha recebido comentários de alguns telespectadores que ficaram insatisfeitos por ele "não se parecer com PogChamp". Ele afirmou que a comunidade Twitch "[nem] se preocupa com PogChamp como pessoa" e prefere manter "o que eles consideram ser tradição", após uma resposta a um comentário do telespectador sobre a supremacia branca .  O que Jones viu como a relutância da comunidade Twitch em mudar e abraçar a diversidade o preocupou, especialmente dada a falta de proteção suficiente contra "elementos tóxicos" da comunidade Twitch aplicados por combinações de trollagem, racismo e ameaças de morte .
A drag queen Deere experimentou incidentes de trollagem semelhantes devido à recepção negativa postada no Twitter e no Reddit sobre sua representação do emote PogChamp, embora com suporte simultâneo para ela também.

#### Da mídia
Andy Chalk da PC Gamer descreveu a proteção do Twitch contra assédio como insuficiente, enquanto Nick D'Orazio da InvenGlobal afirmou que as mudanças regulares de rosto do PogChamp podem ter "inadvertidamente [aberto] um novo problema que soa como um pesadelo de relações públicas".